# Сульич, Али
Али Сульич (швед. Ali Suljic; род. 18 сентября 1997) — шведский футболист, защитник клуба «Хельсингборг».

## Клубная карьера
Является воспитанником клуба «Мутала». В его составе прошёл путь от детских и юношеских команд до взрослой. В 15-летнем возрасте дебютировал за основной состав клуба во втором шведском дивизионе, выйдя на поле 30 сентября 2012 года в стартовом составе против «Юнгбю». В общей сложности провёл за клуб семь матчей, не отметившись результативными действиями. В январе 2013 года подписал четырёхлетний контракт с английским «Челси», к которому присоединился летом того же года. Выступал за юношескую команду клуба. Осенью 2015 года принял участие в двух матчах Юношеской лиги УЕФА: против «Порту» и киевского «Динамо». По итогам розыгрыша турнира лондонский клуб дошёл до финала, где обыграл «Пари Сен-Жермен» и стал победителем.
2 июля 2018 года перешёл в «Хеккен», где подписал контракт до конца сезона, с возможностью продлить ещё на три. В августе дважды попадал в заявку команды на матчи чемпионата, но на поле не выходил. Единственную встречу за клуб провёл 22 августа во втором раунде кубка Швеции с «Векшё Юнайтед», выйдя на поле после перерыва вместо Расмуса Линдгрена.
10 января 2019 года перешёл в «Броммапойкарну». 30 марта дебютировал в Суперэттане в игре с «Вестеросом», выйдя на поле в стартовом составе. По итогам сезона «Броммапойкарна» заняла 15-е место в турнирной таблице и вылетела в первый дивизион. Сульич провёл в команде ещё два сезона.
20 августа 2021 года подписал трёхлетний контракт с «Хельсингборгом», который начинал действовать с нового года. Присоединился к команде в январе 2022 года на предсезонных сборах. 2 апреля в матче первого тура с «Хаммарбю» дебютировал в чемпионате Швеции.

## Карьера в сборной
В составе юношеской сборной Швеции до 17 лет принимал участие в чемпионате Европы в Словакии. Сыграл на турнире в четырёх встречах: с Швейцарией (1:0), Австрией (1:1) и Словакией на групповом этапе и в полуфинальном матче с Россией. В игре с австрийцами Сульич забил единственный гол своей команды, а в послематчевых пенальти с Россией реализовал свою попытку.
Осенью 2013 года также в составе юношеской сборной до 17 лет принимал участие в чемпионате мира в ОАЭ. Шведы дошли до полуфинала турнира, где уступили нигерийцам, а затем в матче за третье место разгромили Аргентину. Сульич принял участие во всех трёх играх группового этапа. В одной из них, с Ираком, забил мяч. Также принял участие в матче с аргентинцами.

## Достижения
Швеция (до 17):
- Бронзовый призёр Чемпионата мира: 2013

Челси:
- Победитель Юношеской лиги УЕФА: 2015/16

## Клубная статистика
| Выступление      | Выступление      | Выступление      | Лига | Лига | Кубки | Кубки | Конт. кубки | Конт. кубки | Итого | Итого |
| Клуб             | Лига             | Сезон            | Игры | Голы | Игры  | Голы  | Игры        | Голы        | Игры  | Голы  |
| ---------------- | ---------------- | ---------------- | ---- | ---- | ----- | ----- | ----------- | ----------- | ----- | ----- |
| Мутала           | Дивизион 2       | 2012             | 3    | 0    | 0     | 0     | 0           | 0           | 3     | 0     |
| Мутала           | Дивизион 2       | 2013             | 4    | 0    | 0     | 0     | 0           | 0           | 4     | 0     |
| Мутала           | Итого            | Итого            | 7    | 0    | 0     | 0     | 0           | 0           | 7     | 0     |
| Хеккен           | Алльсвенскан     | 2018             | 0    | 0    | 1     | 0     | 0           | 0           | 1     | 0     |
| Хеккен           | Итого            | Итого            | 0    | 0    | 1     | 0     | 0           | 0           | 1     | 0     |
| Броммапойкарна   | Суперэттан       | 2019             | 25   | 0    | 0     | 0     | 0           | 0           | 25    | 0     |
| Броммапойкарна   | Дивизион 1       | 2020             | 28   | 6    | 0     | 0     | 0           | 0           | 28    | 6     |
| Броммапойкарна   | Дивизион 1       | 2021             | 29   | 2    | 0     | 0     | 0           | 0           | 29    | 2     |
| Броммапойкарна   | Итого            | Итого            | 82   | 8    | 0     | 0     | 0           | 0           | 82    | 8     |
| Хельсингборг     | Алльсвенскан     | 2022             | 8    | 0    | 0     | 0     | 0           | 0           | 8     | 0     |
| Хельсингборг     | Итого            | Итого            | 8    | 0    | 0     | 0     | 0           | 0           | 8     | 0     |
| Всего за карьеру | Всего за карьеру | Всего за карьеру | 97   | 8    | 1     | 0     | 0           | 0           | 98    | 8     |